# Cultura Lipița

Hartă a provinciei Dacia Romană în care apar Costobocii, Carpii și dacii liberi.

Cultura Lipița (poloneză: Lipica, alte variante Lipitsa, Lipitza) este cultura materială a tribului dacic al Costobocilor. Această cultură a luat numele satului ucrainean Verhnea Lîpîțea, Rohatîn, regiunea Ivano-Frankivsk. 